# Anneliese Maier
Anneliese Maier (Tübingen, 17 de novembro de 1905 — Roma, 2 de dezembro de 1971) foi uma filósofa alemã, com interesse principal em história da ciência.

## Biografia
Filha do filósofo Heinrich Maier e sua mulher Anna, nascida Sigwart (1870-1953), filha do filósofo Christoph von Sigwart. Após o Abitur estudou filosofia, física e matemática em Heidelberg de 1923 a 1930, e na Universidade de Berlim. Em 1930 obteve um doutorado em Berlim, orientada por Eduard Spranger e Wolfgang Köhler, com a tese Kants Qualitätskategorien. Por motivos políticos (regime nazista} lhe foi negada obter uma habilitação.
Em 1951 recebeu o título de professora da Universidade de Colônia e em 1954 tornou-se membro da Sociedade Max Planck. Foi membro correspondente da Academia de Ciências de Mainz (1949), Academia de Ciências de Göttingen (1962) e Academia de Ciências de Munique (1966). Em 1966 recebeu a Medalha George Sarton da History of Science Society. Após sua morte repentina em 2 de dezembro de 1971 foi sepultada quatro dias depois no Campo Santo Teutonico. O discurso fúnebre foi feito por Bernhard Hanssler.

## Prêmio Anneliese Maier
Desde 2011 a Fundação Alexander von Humboldt concede uma condecoração científica em sua homenagem, o Prêmio Pesquisa Anneliese Maier.

## Publicações selecionadas
- Kants Qualitätskategorien, Berlin 1930 (Kant-Studien, Erg.-Heft 65).
- Die Mechanisierung des Weltbildes im 17. Jahrhundert, Leipzig 1938.
- Studien zur Naturphilosophie der Spätscholastik, in 5 Teilen, Roma 1949 – 1958:
  - Die Vorläufer Galileis im 14. Jahrhundert (1949)
  - Zwei Grundprobleme der scholastischen Naturphilosophie (1951)
  - An der Grenze von Scholastik und Naturwissenschaft (1952)
  - Metaphysische Hintergründe der spätscholastischen Naturphilosophie (1955)
  - Zwischen Philosophie und Mechanik. Studien zur Naturphilosophie der Spätscholastik (1958)
- Ausgehendes Mittelalter: Gesammelte Aufsätze zur Geistesgeschichte des 14. Jahrhunderts, in 3 Teilen, Roma 1964 - 1977.